# National Basketball League of Canada
La National Basketball League of Canada (in francese: Ligue nationale de basketball du Canada), abbreviato anche in NBL Canada, è stata fino al 2023 la massima competizione canadese di pallacanestro organizzata annualmente dal Canadian basketball. La NBL Canada è stata fondata nel 2011, quando tre squadre già esistenti della Premier Basketball League si unirono a quattro nuove franchigie per dare vita alla stagione inaugurale della lega. La dimensione della lega è cambiata più volte nel corso degli anni e nella sua stagione finale contava solo quattro squadre attive, tutte situate in Ontario, anche se storicamente la NBLC aveva diverse squadre nelle province atlantiche del Canada. La stagione della lega si svolgeva solitamente da novembre ad aprile dell’anno successivo. Gli ultimi campioni della lega furono i London Lightning, che sconfissero i Windsor Express per 3–2 nelle finali NBLC del 2023.
Dopo la conclusione della stagione 2023 della NBLC, le quattro squadre rimaste — KW Titans, London Lightning, Sudbury Five e Windsor Express — si separarono dalla NBLC e contribuirono, insieme al presidente della The Basketball League, David Magley, alla fondazione della The Basketball Super League.

## Storia

### Fondazione
A metà del 2011 iniziarono le discussioni sulla creazione di una lega minore di pallacanestro nazionale in Canada. Tre franchigie provenienti dalla Premier Basketball League (PBL) — gli Halifax Rainmen, i Quebec Kebs e i Saint John Mill Rats — furono le prime ad aderire alla National Basketball League of Canada (NBL). Le squadre erano insoddisfatte dell’arbitraggio nella PBL. Il 12 maggio di quell’anno, ad Halifax, Nuova Scozia, il CEO della lega Andre Levingston tenne una conferenza stampa riguardante la creazione della NBL Canada. Entro la fine dell’estate, i London Lightning, i Moncton Miracles, gli Oshawa Power e i Summerside Storm furono costituiti e annunciarono la loro partecipazione alla lega. Ci furono anche tentativi falliti di avviare squadre a Fredericton, New Brunswick, e a Kingston, Ontario.
John Kennedy, originario di Windsor ed executive sportivo con base a Los Angeles, fu nominato primo commissioner della NBL. Aveva precedentemente lavorato con i Los Angeles Lakers e i Los Angeles Clippers della National Basketball Association (NBA). Il presidente della lega, Andre Levingston, espresse così le sue aspettative nei confronti del commissioner: «Volevamo assicurarci di avere una persona che si impegnasse davvero, disposta a rimboccarsi le maniche e lavorare duramente, qualcuno che comprendesse il mondo degli affari, avesse relazioni nel settore e fosse in grado di governare la lega nel modo giusto.»
Nel giugno 2011, la lega definì il regolamento per la sua prima stagione. Avrebbe previsto sette squadre, quattro delle quali si sarebbero qualificate per i playoff, senza suddivisione in division. Si sarebbero seguite le regole FIBA e ogni squadra avrebbe disputato 36 partite nella stagione regolare. I roster avrebbero incluso da 10 a 12 giocatori, almeno due dei quali canadesi, con un tetto salariale di 150.000 dollari canadesi. I giocatori avrebbero potuto guadagnare fino a 70.000 dollari in una stagione, e ogni partita avrebbe attirato in media 3.000 spettatori, con variazioni a seconda della località. Levingston immaginava la NBL Canada come un’alternativa più stabile rispetto ad altre leghe minori nordamericane, offrendo ai giocatori la possibilità di vivere vicino a casa pur giocando a livello professionistico.

### Prime stagioni (2011-2013)
La NBL Canada tenne il suo primo draft il 21 agosto 2011 al Rogers Centre. I Power scelsero Morgan Lewis dell’Università di Findlay come prima scelta assoluta. Jerome Brown, selezionato come quinta scelta dai Mill Rats, fu il primo canadese ad essere scelto nel draft. L’evento fu seguito online da oltre 6.000 persone provenienti da 93 paesi. Al combine della NBL Canada che precedette il draft parteciparono 180 giocatori da tutto il mondo.

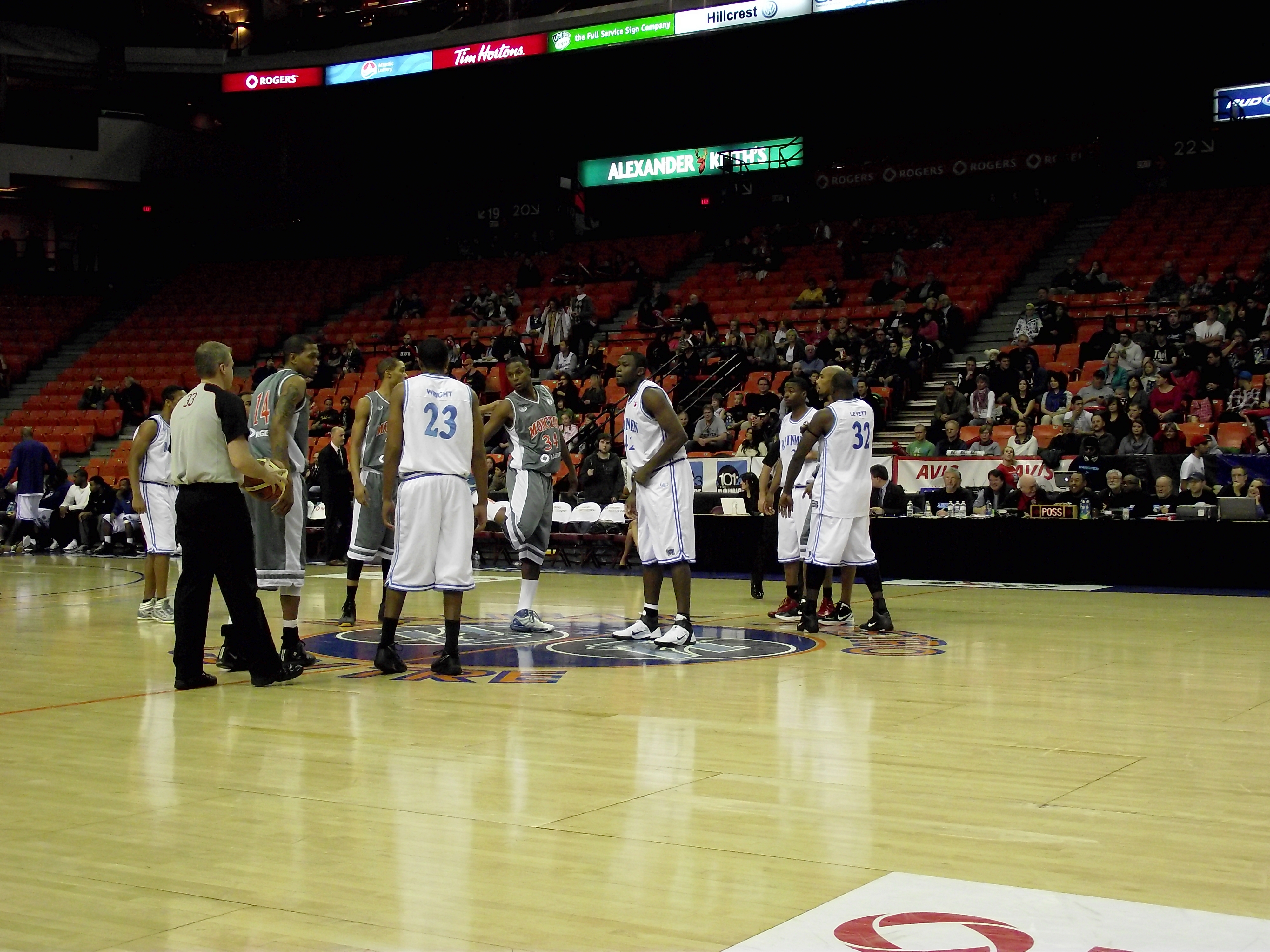
Halifax Rainmen vs Moncton Miracles, nel Dicembre 2012.

Il primo giocatore ad essere firmato nella NBL Canada fu il canadese Yannick Anzuluni, che si unì ai Kebs con un contratto triennale il 17 agosto 2011. Il 29 ottobre, nella prima partita della stagione inaugurale 2011–12 della NBL Canada, i Kebs sconfissero i Miracles al Colisée de Laval. Nel giro di una settimana, ogni squadra della lega aveva disputato almeno una partita. La stagione inaugurale della NBL Canada attirò giocatori di spicco come Gabe Freeman, Anthony Anderson e Lawrence Wright. Durante il lockout NBA del 2011, sei giocatori con esperienza nella National Basketball Association (NBA), tra cui Eddie Robinson e Rodney Buford, si unirono alla NBL Canada.
| Stagioni | Num. squadre |
| -------- | ------------ |
| 2011-12  | 7            |
| 2012-13  | 8            |
| 2013-14  | 9            |
| 2014-15  | 8            |
| 2015-16  | 8            |
| 2016-17  | 10           |
| 2017-18  | 10           |
| 2018-19  | 10           |
| 2019-20  | 8            |
| 2020-21  | N/A          |
| 2021-22  | 4            |
| 2022-23  | 4            |

I London Lightning, allenati da Micheal Ray Richardson, emersero presto come la squadra di punta della lega, concludendo la stagione regolare, durata fino al 4 marzo 2012, con un record di 28 vittorie e 8 sconfitte. La squadra sconfisse gli Halifax Rainmen per 3–2 nella serie finale al meglio delle cinque partite, conquistando il campionato. Per quella partita, al John Labatt Centre fu registrato il record stagionale di pubblico, con 5.106 spettatori. Dopo il primo anno della NBL Canada, l’analista sportivo canadese Alex Walling ne proclamò il successo, affermando: «La NBL può camminare a testa alta. È stata una grande stagione e ha ottenuto molta credibilità. Si è meritata i complimenti.» Levingston lodò la lega per aver «rispettato il calendario completo in ogni data prestabilita, senza mai avere problemi.» Subito dopo la stagione, in aprile, la NBL Canada organizzò il suo primo All-Star Game all’Halifax Metro Centre.
Per la seconda stagione, il tetto salariale delle squadre rimase fissato a 150.000 dollari canadesi, con la possibilità di un aumento futuro. La NBL Canada prese in considerazione diverse città nei Maritimes, in Ontario e nel Québec, tra cui Sydney, Nuova Scozia. La lega accolse presto i Windsor Express, dopo che un gruppo di investitori provenienti da Windsor (Ontario) e Detroit, guidato da Dartis Willis Sr., cominciò a finanziare la squadra d’espansione nel giugno 2012. La squadra, ufficialmente ammessa alla lega alla fine di luglio, avrebbe giocato al WFCU Centre. Al contrario, i Quebec Kebs, che si erano trasferiti a Laval (Québec) durante l’off-season, abbandonarono la lega dopo aver incontrato difficoltà nel loro primo anno. A novembre, i Kebs furono sostituiti dai Montreal Jazz, che avrebbero giocato al Centre Pierre Charbonneau. Nella stagione 2012–13, la lega era composta da otto squadre suddivise in division: quattro squadre nella Atlantic Division e le restanti quattro nella Central Division.

### Cambiamenti nella lega (2013–2019)

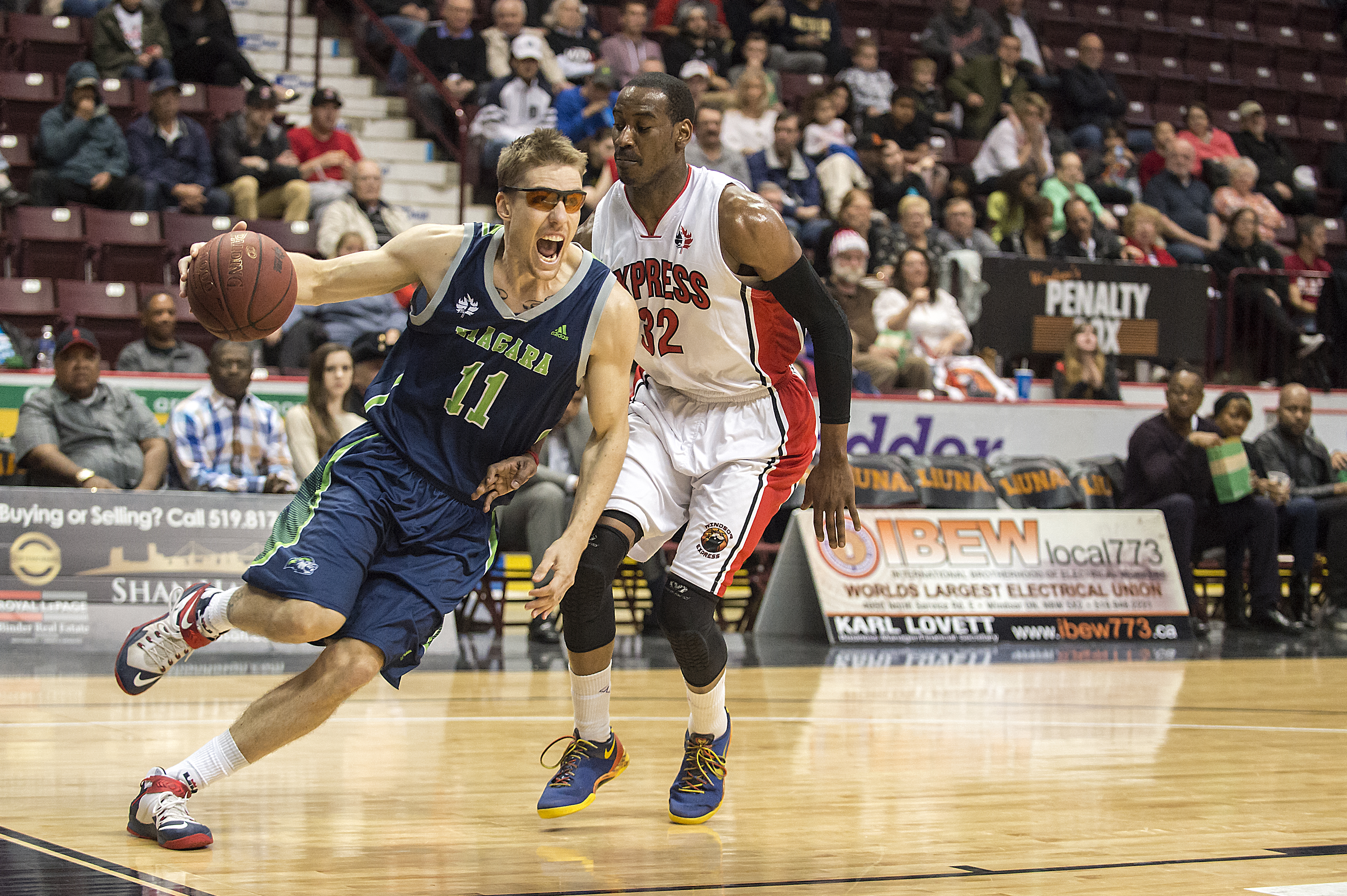
Logan Stutz, MVP della lega nella stagione 15-16 con la canotta dei Niagara River Lions.

La lega crebbe fino a nove squadre nella stagione 2013–14 grazie all'aggiunta dei Brampton A's e degli Ottawa Skyhawks, mentre i Montreal Jazz cessarono le attività. Due squadre si trasferirono all’interno della stessa regione: gli Oshawa Power si spostarono a Mississauga e i Summerside Storm si trasferirono a Charlottetown, diventando gli Island Storm. La stagione successiva la lega tornò a otto squadre, poiché Ottawa non rispettava più gli standard richiesti e non era riuscita a restituire un prestito ottenuto dalla lega.
Prima dell’inizio della stagione 2014–15, la lega annunciò il suo primo accordo di trasmissione televisiva nazionale con beIN Sports. A partire da quella stagione, erano previste due partite della regular season trasmesse ogni settimana, oltre a una copertura speciale per i playoff e per eventi speciali come l’All Star Weekend. L’accordo rimase in vigore fino alla stagione 2016–17.
La stagione 2014–15 si concluse con una controversia: i Windsor Express furono dichiarati vincitori delle finali del campionato dopo che gli Halifax Rainmen non si presentarono per gara-7, decisiva per l’assegnazione del titolo. L’organizzazione dei Rainmen spiegò la propria assenza sostenendo che i giocatori temevano per la propria incolumità a seguito di un alterco fisico avvenuto nella giornata con i giocatori degli Express. La lega multò i Rainmen e i loro giocatori; poco dopo la squadra dichiarò bancarotta e si sciolse. Nella stagione successiva (2015–16), la lega colmò il vuoto lasciato ad Halifax istituendo gli Halifax Hurricanes, che nella loro stagione d’esordio conquistarono subito il titolo, sconfiggendo i London Lightning in finale.
La lega si espanse fino a dieci squadre nella stagione 2016–17 con l’ingresso dei Cape Breton Highlanders e dei KW Titans. Nella stagione 2017–18 la lega rimase a dieci squadre, nonostante la chiusura dei Miracles e dei Brampton A’s, poiché furono rimpiazzati dai Moncton Magic e dai St. John's Edge, entrambi con sede nei Maritimes. Inizialmente era stata annunciata anche una squadra a Greater Sudbury, ma il loro debutto fu rinviato, lasciando la lega con quattro squadre in Ontario e sei nei Maritimes; ciò portò i St. John's Edge a competere nella Central Division, pur affrontando per lo più squadre dell’Atlantic Division. I London Lightning vinsero il campionato in entrambe le stagioni, portando a quattro i titoli vinti nelle prime sette edizioni.

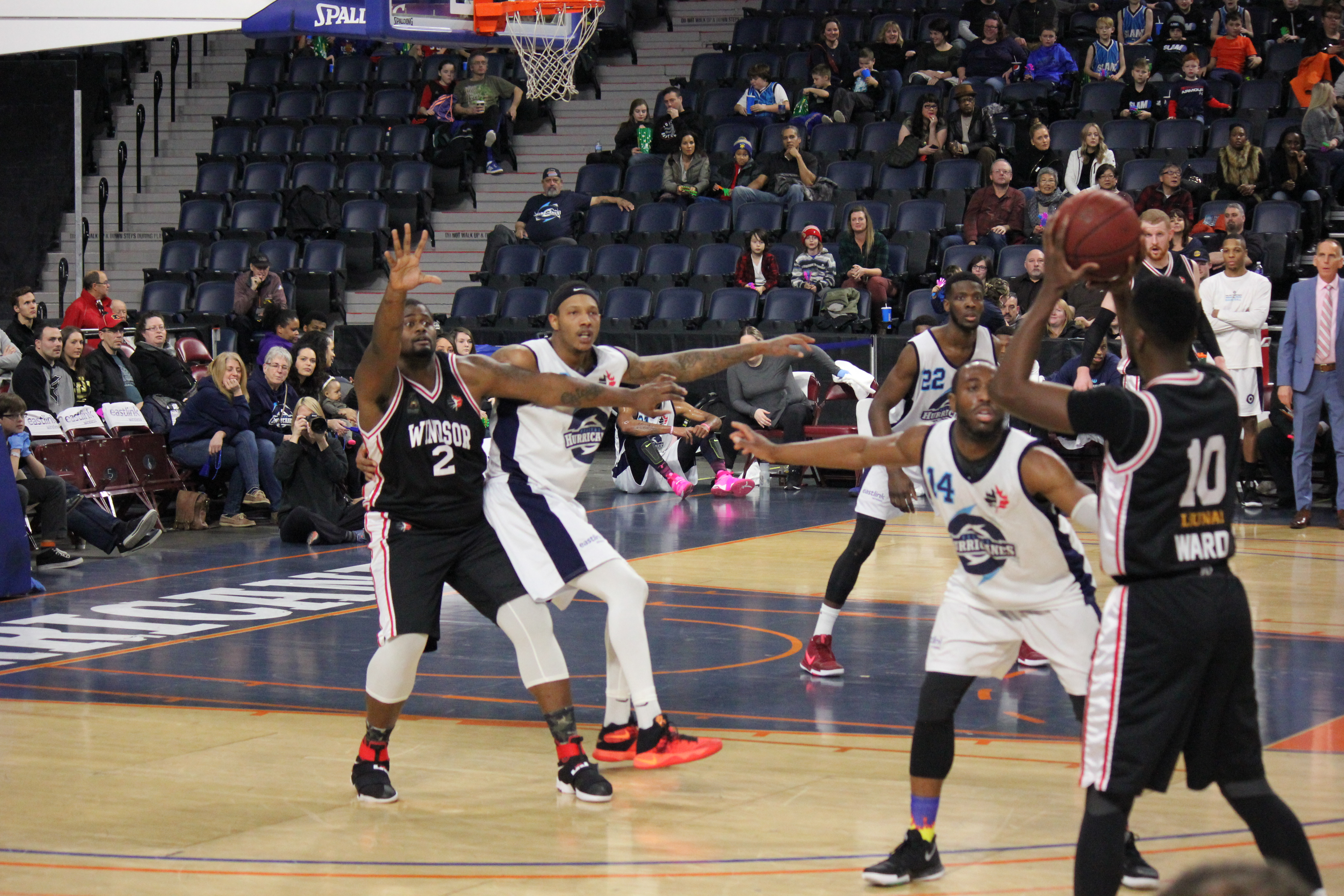
Halifax Hurricanes vs Windsor Express nel gennaio 2017.

Dopo il rinvio del loro esordio, la NBL Canada si espanse nel Nord dell’Ontario con l’ingresso dei Sudbury Five per la stagione 2018–19. Tuttavia, la lega perse un’altra squadra dell’Ontario quando i Niagara River Lions lasciarono per contribuire alla fondazione della lega rivale, la Canadian Elite Basketball League. I St. John's Edge furono nuovamente inseriti nella Central Division, ma disputarono la maggior parte delle partite contro squadre dell’Atlantic Division.

### Crisi pandemica e transizione verso una nuova lega (2019–2023)
Prima dell’inizio della stagione 2019–20, la NBL Canada subì una riduzione a otto squadre con la chiusura dei Cape Breton Highlanders e dei Saint John Riptide. Entrambe le franchigie erano state messe in vendita dai rispettivi proprietari, senza successo. Durante la stagione, il campionato fu bruscamente interrotto il 12 marzo 2020 a causa della pandemia da COVID-19. Con gli impianti chiusi e forti restrizioni agli spostamenti, la lega decise in seguito di cancellare l’intera stagione. L’inizio della stagione successiva (2020–21) fu inizialmente posticipato, ma con il perdurare dell’emergenza sanitaria, la NBL Canada annunciò il 4 marzo 2021 che non ci sarebbe stata alcuna stagione.
Durante la lunga pausa agonistica, la lega perse ulteriore terreno: gli Halifax Hurricanes e i Moncton Magic si ritirarono, mentre i St. John's Edge non riuscirono a rinnovare il contratto d’affitto per l’arena. L’Island Storm, unica squadra superstite dei Maritimes pronta a partecipare alla stagione 2021–22, si ritirò anch’essa, lasciando attive solo le quattro squadre dell’Ontario. Per garantire un numero minimo di partite, la NBL Canada raggiunse un accordo con la The Basketball League (TBL), una lega statunitense gestita da David Magley, ex commissioner della stessa NBL Canada, e da sua moglie Evelyn. L’accordo prevedeva lo svolgimento di gare interlega tra le squadre rimaste.
Al termine della stagione 2022–23, la lega completò la propria transizione: le ultime squadre attive della NBL Canada furono fuse con alcune franchigie della TBL per dare vita a una nuova realtà, la The Basketball Super League, sancendo la fine operativa della NBL Canada come lega indipendente.

## Squadre Partecipanti
Elenco delle squadre che hanno partecipato alla NBL Canada.
| Squadra             | Città e stato                         | Prima Stagione | Ultima stagione |
| ------------------- | ------------------------------------- | -------------- | --------------- |
| Brampton A's        | Brampton, Ontario                     | 2013-14        | 2014-15         |
| Cape Breton High.s  | Sydney, Nova Scotia                   | 2016-17        | 2018-19         |
| Halifax Hurricanes  | Halifax, Nova Scotia                  | 2015-16        | 2020-21         |
| Halifax Rainmen     | Halifax, Nova Scotia                  | 2011-12        | 2014-15         |
| Island Storm        | Charlottetown, Prince Edward Island   | 2013-14        | 2019-20         |
| KW Titans           | Kitchener, Ontario                    | 2016-17        | 2022-23         |
| Laval Kebs          | Laval, Quebec                         | 2012-13        | 2012-13         |
| London Lightning    | London, Ontario                       | 2011-12        | 2022-23         |
| Mississauga Power   | Mississauga, Ontario                  | 2013-14        | 2014-15         |
| Moncton Magic       | Moncton, New Brunswick                | 2017-18        | 2019-20         |
| Moncton Miracles    | Moncton, New Brunswick                | 2011-12        | 2016-17         |
| Montreal Jazz       | Montreal, Quebec                      | 2012-13        | 2013-14         |
| Niagara River Lions | St. Catharines, Ontario               | 2015-16        | 2017-18         |
| Orangeville A's     | Orangeville, Ontario                  | 2015-16        | 2016-17         |
| Oshawa Power        | Mississauga, Ontario                  | 2011-12        | 2012-13         |
| Ottawa SkyHawks     | Ottawa, Ontario                       | 2013-14        | 2013-14         |
| Quebec Kebs         | Quebec City, Quebec                   | 2011-12        | 2011-12         |
| St John Mill Rats   | Saint John, New Brunswick             | 2011-12        | 2015-16         |
| St. John Riptide    | Saint John, New Brunswick             | 2016-17        | 2018-19         |
| St. John's Edge     | St. John's, Newfoundland and Labrador | 2017-18        | 2019-20         |
| Sudbury Five        | Greater Sudbury, Ontario              | 2017-18        | 2022-23         |
| Summerside Storm    | Charlottetown, Prince Edward Island   | 2011-12        | 2012-13         |
| Windsor Express     | Windsor, Ontario                      | 2012-13        | 2022-23         |

## Albo d'oro
| Stagione | Vincitore                                        | Secondo Posto                                    | Finali                                           |
| 2011-12  | London Lightning                                 | Halifax Rainmen                                  | 3 - 2                                            |
| 2012-13  | London Lightning                                 | Summerside Storm                                 | 3 - 1                                            |
| 2013-14  | Windsor Express                                  | Island Storm                                     | 4 - 3                                            |
| 2014-15  | Windsor Express                                  | Halifax Rainmen                                  | 4 - 3                                            |
| 2015-16  | Halifax Hurricanes                               | London Lightning                                 | 4 - 3                                            |
| 2016-17  | London Lightning                                 | Halifax Hurricanes                               | 4 - 2                                            |
| 2017-18  | London Lightning                                 | Halifax Hurricanes                               | 4 - 3                                            |
| 2018-19  | Moncton Magic                                    | St. John's Edge                                  | 4 - 0                                            |
| 2019-20  | Cancellata a causa della Pandemia di COVID-19    | Cancellata a causa della Pandemia di COVID-19    | Cancellata a causa della Pandemia di COVID-19    |
| 2020-21  | Non disputata a causa della Pandemia di COVID-19 | Non disputata a causa della Pandemia di COVID-19 | Non disputata a causa della Pandemia di COVID-19 |
| 2021-22  | London Lightning                                 | KW Titans                                        | 3 - 0                                            |
| 2022-23  | London Lightning                                 | Windsor Express                                  | 3 - 2                                            |

## Vittorie per club
| Club               | Titolo | Città   | Anno                               |
| ------------------ | ------ | ------- | ---------------------------------- |
| London Lightning   | 6      | London  | 2012, 2013, 2017, 2018, 2022, 2023 |
| Windsor Express    | 2      | Windsor | 2014, 2015                         |
| Moncton Magic      | 1      | Moncton | 2019                               |
| Halifax Hurricanes | 1      | Halifax | 2016                               |

## NBL Canada Awards e All-Star Weekend

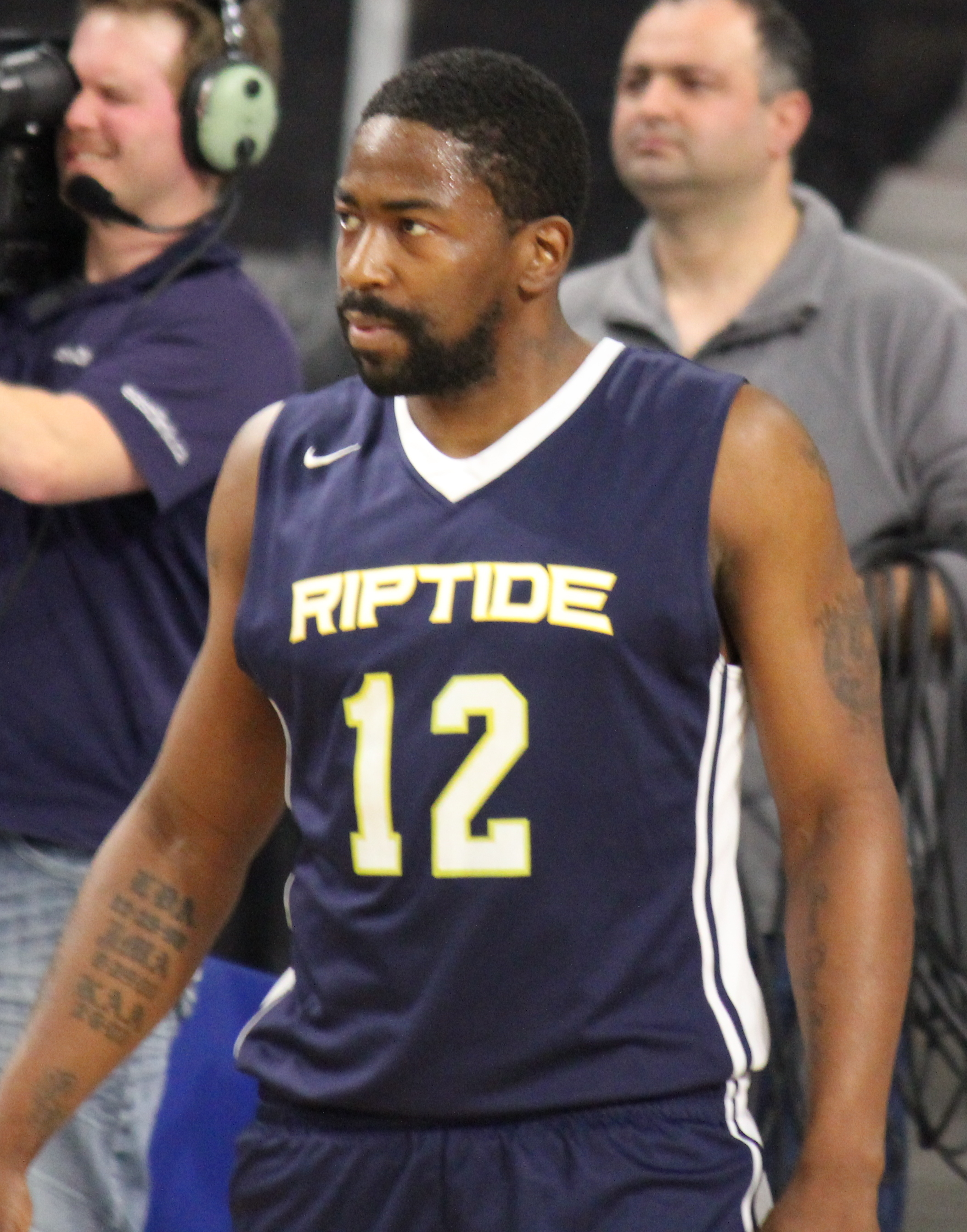
Anthony Nathaniel Anderson, miglior realizzatore nella storia della lega con 4,748 punti.

La National Basketball League of Canada (NBL Canada) celebrava ogni anno l’eccellenza all’interno del campionato attraverso l’assegnazione di otto premi ufficiali. Questi riconoscimenti premiano sia i risultati individuali che il contributo organizzativo, e venivano determinati sulla base delle votazioni dei tecnici della lega o da decisioni dirigenziali:
- Most Valuable Player (MVP): al miglior giocatore della stagione regolare.
- Canadian of the Year: al miglior giocatore canadese.
- Defensive Player of the Year: al miglior difensore.
- Rookie of the Year: al miglior esordiente.
- Newcomer of the Year: al miglior nuovo arrivo nella lega (esclusi i rookie).
- Sixth Man of the Year: al miglior sesto uomo, ovvero il miglior giocatore non titolare.
- Coach of the Year: al miglior allenatore.
- Executive of the Year: al miglior dirigente o amministratore.

A questi si aggiunge anche il riconoscimento per il miglior giocatore delle finali, denominato Finals Most Valuable Player, assegnato al termine della serie che decreta il campione della lega.
A partire dalla stagione 2015–16, la lega ha inoltre introdotto i Commissioner's Awards, premi speciali consegnati a gruppi o figure che hanno fornito un supporto significativo al campionato, come team, dirigenti, gruppi proprietari e arbitri. Questi premi furono introdotti e inizialmente assegnati da Dave Magley, allora commissario della lega.

### All-Star Weekend
Fino alla stagione 2013–14, la NBL Canada ha organizzato ogni anno un All-Star Weekend, evento dedicato all'intrattenimento e alla celebrazione dei migliori talenti del campionato. Nel 2012, la partita delle stelle vide una formula originale, con i giocatori Joey Haywood e Eddie Smith che scelsero le rispettive squadre tramite un fantasy draft, ispirato al modello dell'NBA. Il miglior giocatore della gara veniva premiato con il titolo di All-Star Game Most Valuable Player.
Dall’edizione successiva, la formula venne modificata prevedendo una sfida tra i migliori giocatori della Central Division e quelli della Atlantic Division.  Per promuovere il talento nazionale, era previsto che ogni squadra schierasse almeno tre giocatori canadesi.
Tuttavia, dopo l’edizione del 2014, la lega ha interrotto l’organizzazione dell’All-Star Weekend, che non è più stato riproposto nelle stagioni successive.

### NBL Most Valuable Player (MVP)
Il premio di Most Valuable Player della National Basketball League of Canada (NBL Canada) veniva assegnato annualmente al miglior giocatore della stagione regolare sin dalla stagione inaugurale 2011–12. Il riconoscimento viene conferito sulla base delle votazioni espresse dagli allenatori delle squadre partecipanti al campionato, che selezionano i vincitori anche per le altre principali onorificenze della lega.

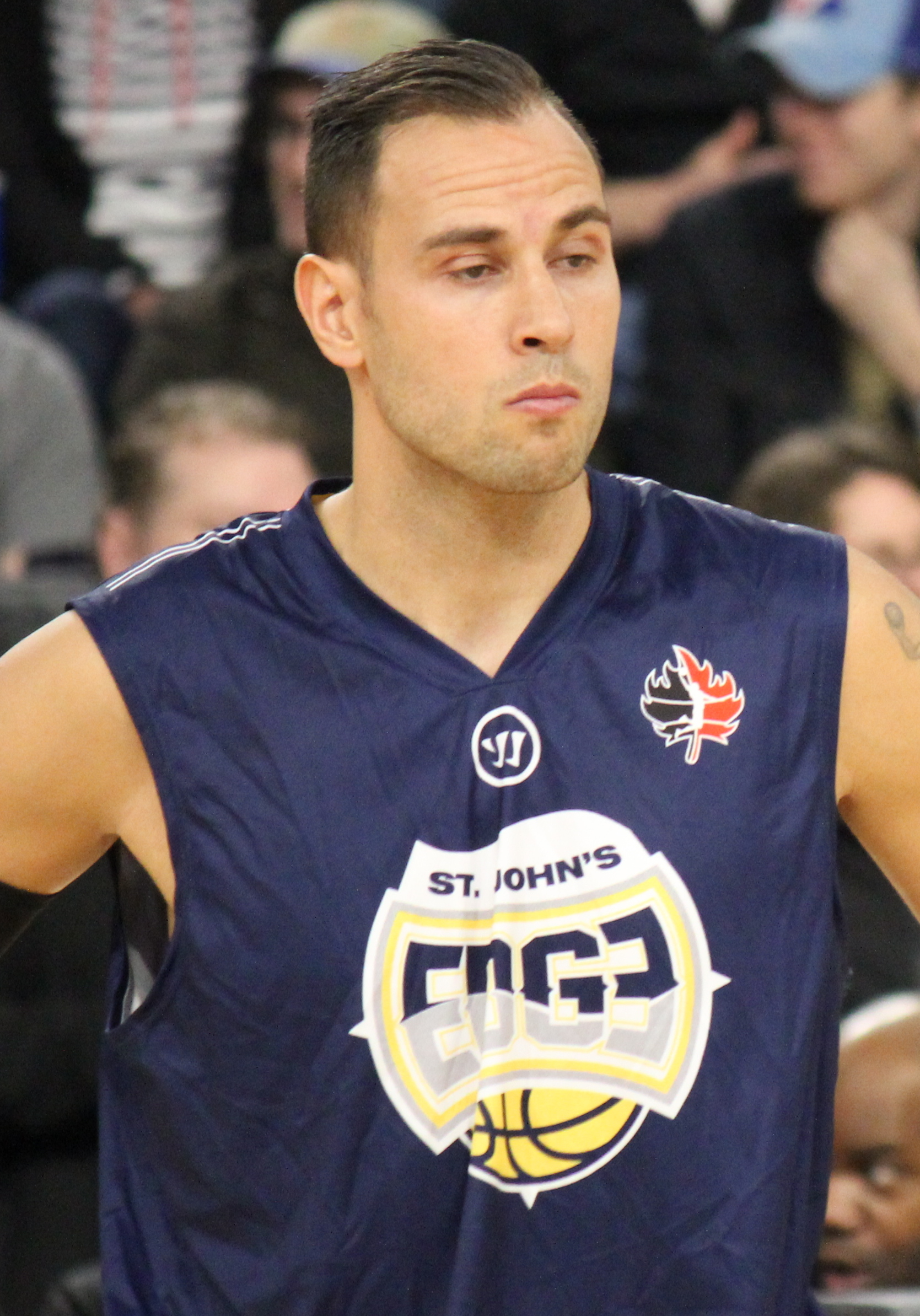
Carl English, unico giocatore canadese ad aver conquistato il titolo di MVP.

Nel corso della storia della NBL Canada, tutti i giocatori premiati con il titolo di MVP sono stati di nazionalità statunitense, fatta eccezione per un solo caso di un atleta canadese. Inoltre, nessun giocatore è mai riuscito a conquistare il premio per più di una stagione, confermando la tendenza a una forte rotazione tra i protagonisti del campionato.
| Stagione | Giocatore             | Posizione             | Nazionalità           | Squadra               |
| -------- | --------------------- | --------------------- | --------------------- | --------------------- |
| 2011-12  | Gabe Freeman          | A                     | Stati Uniti           | London Lightning      |
| 2012-13  | Devin Sweetney        | G / A                 | Stati Uniti           | Moncton Miracles      |
| 2013-14  | Anthony Anderson      | G                     | Stati Uniti           | St John Mill Rats     |
| 2014-15  | Quinnel Brown         | A                     | Stati Uniti           | Windsor Express       |
| 2015-16  | Logan Stutz           | A                     | Stati Uniti           | Niagara River Lions   |
| 2016-17  | Royce White           | A                     | Stati Uniti           | London Lightning      |
| 2017-18  | Carl English          | G                     | Canada                | St. John's Edge       |
| 2018-19  | Braylon Rayson        | G                     | Stati Uniti           | Sudbury Five          |
| 2019-20  | Billy White           | A                     | Stati Uniti           | Moncton Magic         |
| 2020-21  | Premio non assegnato. | Premio non assegnato. | Premio non assegnato. | Premio non assegnato. |
| 2021-22  | Joel Kindred          | G                     | Stati Uniti           | KW Titans             |
| 2022-23  | Jeremy Harris         | A                     | Stati Uniti           | Sudbury Five          |